# Orde van de Kroon van het Rijk
De Meest Verheven Orde van de Kroon van het Rijk (Maleis: Darjah Utama Seri Mahkota Negara, Engels: Most Exalted Order of the Crown of the Realm) werd op 16 augustus 1958 door koning Abdul Rahman van Maleisië ingesteld.
Het is een van de twee hoge huisorden van de Maleisische Yang di-Pertuan Agong.
Deze Ridderorde wordt vooral aan bezoekende en bevriende staatshoofden en hun echtgenoten verleend. Ook andere zeer gewaardeerde personen komen voor deze onderscheiding, die slechts één graad en niet meer dan dertig leden heeft, in aanmerking. Zij mogen de letters DMN achter hun naam plaatsen.
De koning, de koningin of "Seri Paduka Baginda Raja Permaisuri Agong" en de acht andere Maleisische vorsten dragen deze onderscheiding. Vijftien sterren zijn voor bevriende staatshoofden gereserveerd.
De versierselen bestaan uit een ster, een keten en een kleinood. Het kleinood is een vijfpuntige gouden ster. De op de linkerborst gedragen ster is een negenpuntige gouden ster met een medaillon met een kroon binnen een blauwe ring.
Het lint van de orde is geel met een centrale rode streep en blauw-wit-blauwe strepen als bies.

## Decoranti
- Haile Selassie op 16 augustus 1958
- Gamal Abdel Nasser in 1965
- Farah Diba